# Aleksandar Marković
Pour les articles homonymes, voir Marković.
Aleksandar Marković (né à Belgrade le 7 août 1975) est un chef d'orchestre serbe.

## Biographie
Marković a étudié la direction d'orchestre à l'Académie de musique et des arts du spectacle de Vienne, dans la classe de Leopold Hager. Il a obtenu un diplôme d'onore à l'Accademia Musicale Chigiana à Sienne, où il a suivi une classe de maître en direction d'orchestre. Il était titulaire de la bourse de la Fondation Herbert von Karajan. En 2003, il a remporté le premier prix au Concours international de chefs d'orchestre Grzegorz-Fitelberg (7e édition) à Katowice, en Pologne.
Marković a été chef d'orchestre de l'Opéra tyrolien d'Innsbruck, en Autriche (Tiroler Landestheater Innsbruck), de 2005 à 2008. Il a été directeur musical et chef principal de l'Orchestre philharmonique de Brno de 2009 à 2015. Markovic était le directeur musical de l'Opera North pour la saison 2016/2017.